# Gevlekte jungletimalia
De gevlekte jungletimalia (Pellorneum ruficeps) is een vogel uit de familie der Pellorneidae.

## Kenmerken
Het verenkleed is bruingrijs gestreept. De hals heeft witte, opgezette keelveren. De kruin is roodbruin. De lichaamslengte bedraagt 16 cm.

## Verspreiding en leefgebied
Deze soort komt in kleine groepen voor van India tot Zuidoost-Azië in dichte struwelen en bamboebosjes, van zeeniveau tot 1300 meter hoogte en telt 28 ondersoorten:
- P. r. olivaceum: zuidwestelijk India.
- P. r. ruficeps: westelijk en centraal India.
- P. r. pallidum: zuidoostelijk India.
- P. r. punctatum: de westelijke Himalaya.
- P. r. mandellii: van Nepal tot Arunachal Pradesh.
- P. r. chamelum: zuidelijk Assam en oostelijk Bangladesh.
- P. r. pectorale: oostelijk Arunachal Pradesh en noordelijk Myanmar.
- P. r. ripleyi: oostelijk Assam.
- P. r. vocale: Manipur.
- P. r. stageri: noordoostelijk Myanmar.
- P. r. shanense: van oostelijk Myanmar tot zuidelijk China.
- P. r. hilarum: centraal Myanmar.
- P. r. victoriae: westelijk Myanmar.
- P. r. minus: zuidelijk Myanmar.
- P. r. subochraceum: zuidoostelijk Myanmar en westelijk Thailand.
- P. r. insularum: Mergui.
- P. r. acrum: van westelijk en zuidelijk Thailand tot Malakka.
- P. r. chthonium: noordwestelijk Thailand.
- P. r. indistinctum: uiterst noordelijk Thailand.
- P. r. elbeli: noordoostelijk Thailand.
- P. r. dusiti: het oostelijke deel van Centraal-Thailand.
- P. r. oreum: zuidelijk Yunnan, noordelijk Laos en noordwestelijk Vietnam.
- P. r. vividum: zuidoostelijk Yunnan, noordelijk en centraal Vietnam.
- P. r. ubonense: noordoostelijk Thailand, zuidelijk Laos en noordoostelijk Cambodja.
- P. r. deignani: zuidelijk Vietnam en oostelijk Cambodja.
- P. r. dilloni: uiterst zuidelijk Vietnam en zuidoostelijk Cambodja.
- P. r. euroum: het zuidelijke deel van Centraal-en zuidoostelijk Thailand, westelijk Cambodja.
- P. r. smithi: de eilanden nabij zuidoostelijk Thailand en Cambodja.